# Kasteel van Schriek

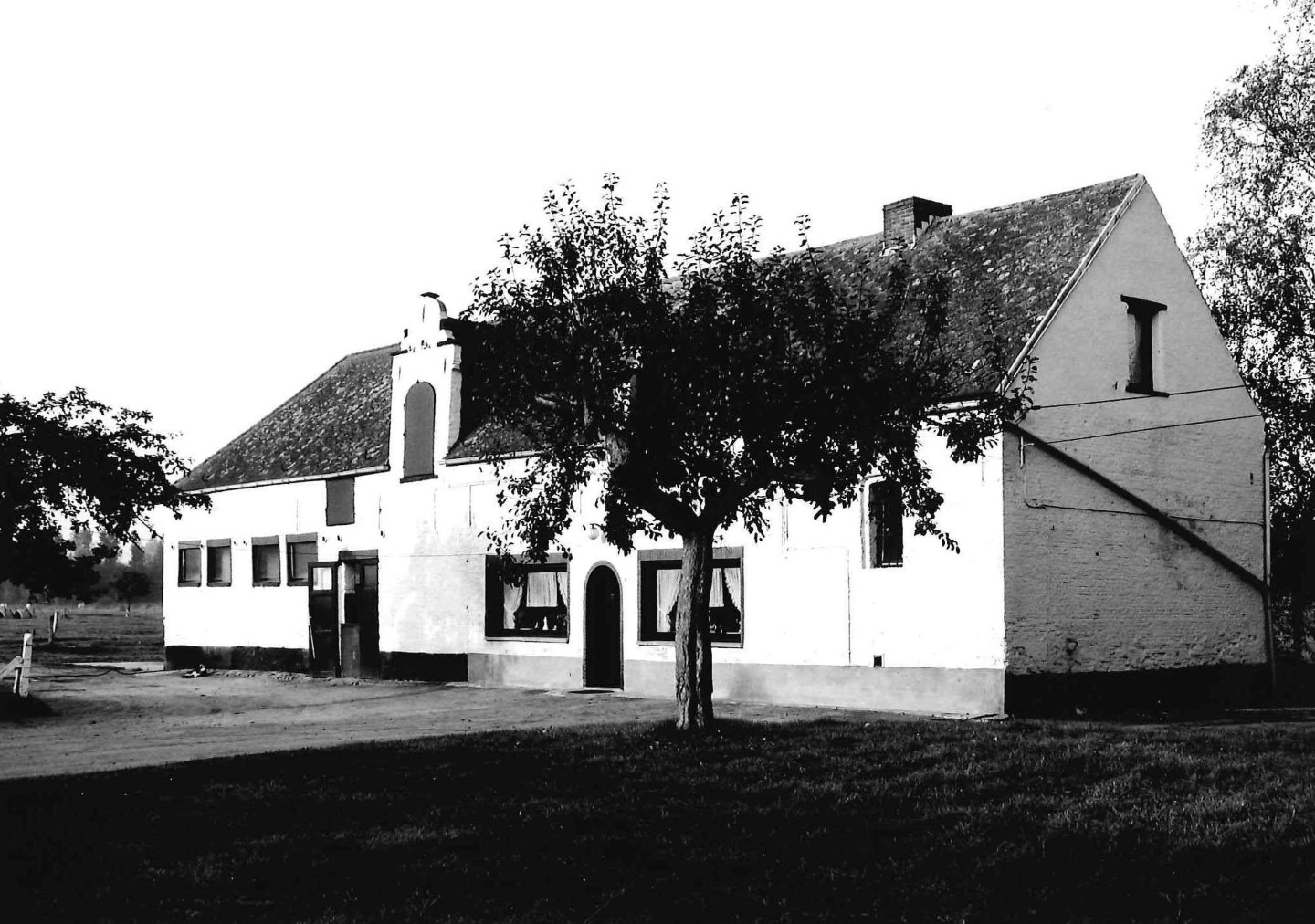
Voormalig bijgebouw

Het Kasteel van Schriek was een kasteel in de tot de Antwerpse gemeente Heist-op-den-Berg behorende plaats Schriek, gelegen aan Schriekstraat 49.

## Geschiedenis
In 1727 kwam de heerlijkheid Schriek en Grootlo aan Karel Lodewijk van der Stegen die in 1725 was gehuwd met de erfgename van de heerlijkheid, Marie Madeleine Claire de Brouchoven. Hij liet in 1730 een sober kasteel bouwen, voorzien van bijgebouwen. In 1946 werd het kasteel gesloopt. Ook de Franse tuin die bij het kasteel hoorde verdween.

## Gebouwen
Het verdwenen kasteel was gebouwd op een omgracht terrein en het was geflankeerd door enkele bedrijfsgebouwen. Het oostelijk deel was een schuur en een bergruimte, het westelijk deel was een woning en een stal. Deze gebouwen, met 18e-eeuwse kern, werden later wel aangepast maar zijn bewaard als woning en boerderijgebouw op een erf dat omsloten is door de originele rechthoekige omgrachting.